# Nocloa nanata
Nocloa nanata är en fjärilsart som beskrevs av Berthold Neumoegen 1884. Nocloa nanata ingår i släktet Nocloa och familjen nattflyn. Inga underarter finns listade i Catalogue of Life.